# Hypomolis virescens
Hypomolis virescens är en fjärilsart som beskrevs av Rothschild 1909. Hypomolis virescens ingår i släktet Hypomolis och familjen björnspinnare. Inga underarter finns listade i Catalogue of Life.